# Daniel Tedesco
Daniel Ross Tedesco (Maple, 10 dicembre 1993) è un hockeista su ghiaccio canadese naturalizzato italiano, milita come attaccante nei Guildford Flames, squadra della Elite Ice Hockey League, e nella Nazionale italiana.

## Carriera

### Nazionale
In possesso del passaporto italiano e maturate due stagioni consecutive in una squadra di club italiana, necessarie per vestire la maglia azzurra, Tedesco ricevette la prima convocazione con il Blue Team nel novembre 2021, in occasione dell'Euro Ice Hockey Challenge disputatosi a Budapest. L'esordio avvenne nell'incontro inaugurale con l'Ungheria perso 4-1.
Nell'aprile 2022 fu convocato per il raduno di Egna in preparazione ai Mondiali di Top Division di Helsinki, ma dovette dare forfait alla rassegna iridata, a seguito di un infortunio subito nel primo match amichevole contro l'Austria all'Intercable Arena di Brunico.
Il 20 aprile 2023 realizzò le sue prime due reti in maglia azzurra nell'incontro amichevole pre-Mondiale di Bled perso 4-2 contro la Slovenia. Dal 29 aprile al 5 maggio partecipò ai Mondiali di Iª Divisione - Gruppo A di Nottingham. Nel match perso 4-2 contro la Polonia siglò la sua prima marcatura in una competizione iridata e venne nominato anche MVP degli Azzurri.

## Palmarès

### Club
- Penrose Cup: 1

St. Cloud State University: 2013-2014
- National Collegiate Hockey Conference: 1

St. Cloud State University: 2015-2016
- Italian Hockey League: 1

Caldaro: 2018-2019
- Coppa Italia: 1

Caldaro: 2018-2019

### Individuale
- Capocannoniere della Italian Hockey League: 1

2018-2019 (44 punti)
- Capocannoniere della Alps Hockey League: 1

2021-2022 (68 punti)
- EIHL All-Star First Team: 1

2022-2023
- Top Player on Team del Campionato mondiale di hockey su ghiaccio - Prima Divisione Gruppo A: 1

Romania 2025